# Braunkopfklammeraffe
Der Braunkopfklammeraffe (Ateles fusciceps) ist eine Primatenart aus der Familie der Klammerschwanzaffen (Atelidae).

## Merkmale
Braunkopfklammeraffen sind wie alle Klammeraffen schlank gebaute Primaten mit langen, dünnen Gliedmaßen und einem langen Schwanz. Die Kopfrumpflänge beträgt 40 bis 55 Zentimeter, der Schwanz ist mit 60 bis 85 Zentimeter deutlich länger. Er ist als Greifschwanz ausgebildet, die Unterseite ist an der Spitze unbehaart. Das Durchschnittsgewicht der Tiere beträgt rund neun Kilogramm, wobei die Männchen etwas größer und schwerer sind als die Weibchen. Als Anpassung an die hangelnde Fortbewegung sind die Hände lang und hakenförmig, der Daumen fehlt. Es werden zwei unterschiedlich gefärbte Unterarten unterschieden: Die Nominatform A. f. fusciceps hat ein schwarzbraunes Fell mit einem braunen Kopf. A. f. rufiventris ist gänzlich schwarz gefärbt, manchmal ist der Bauch etwas heller. Die Augen sind von hellen Ringen umgeben.

## Verbreitung und Lebensraum

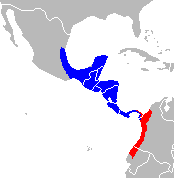
Braunkopfklammeraffe
Geoffroy-Klammeraffe

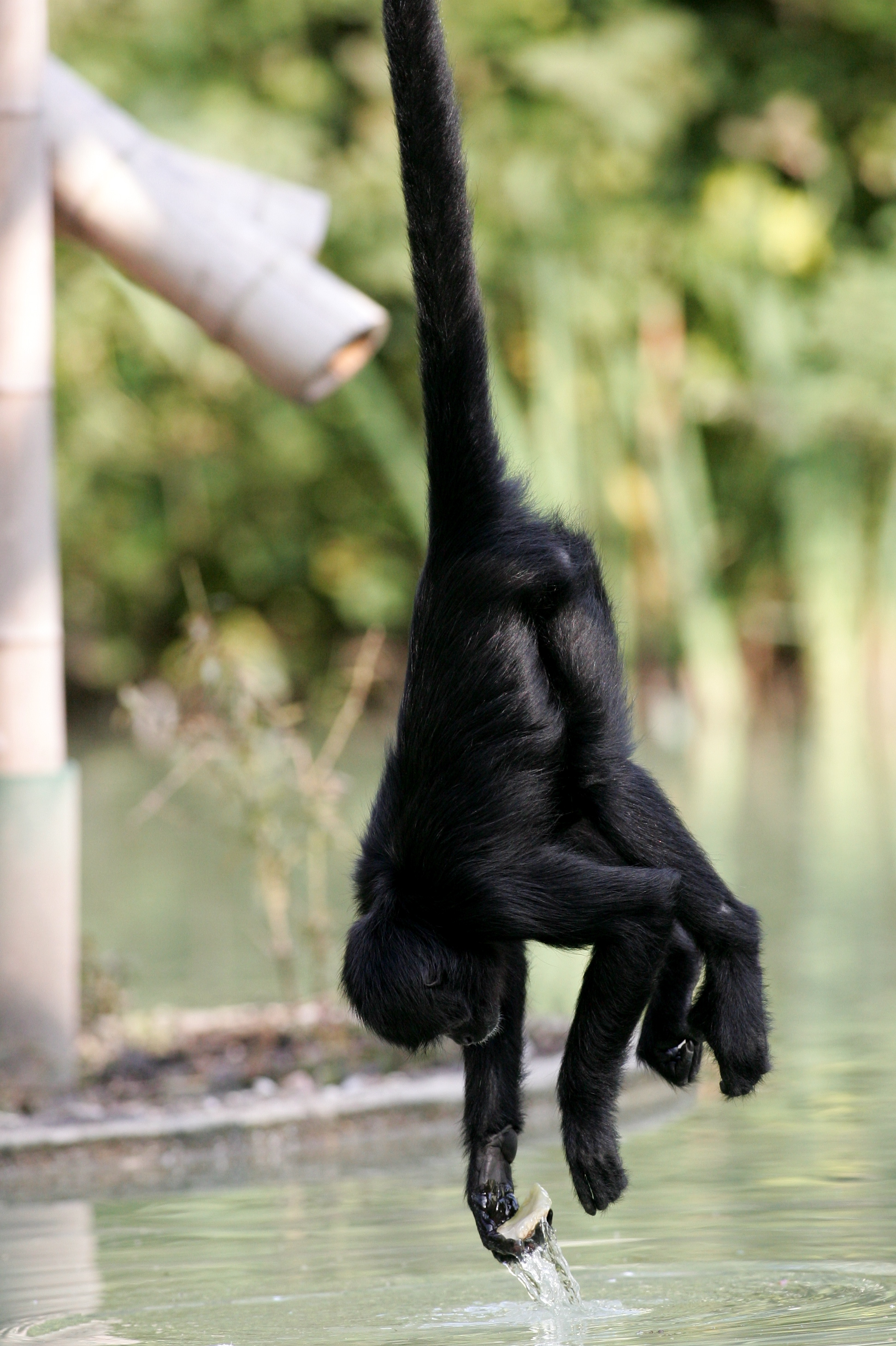
Der Schwanz des Braunkopfklammeraffen ist als Greifschwanz ausgebildet.

Braunkopfklammeraffen sind in Mittel- und dem nördlichen Südamerika verbreitet. A. f. fusciceps kommt nur in Ecuador westlich der Anden vor. A. f. rufiventris lebt im westlichen Kolumbien und im östlichen Panama. Ihr Lebensraum sind Wälder, neben tiefgelegenen Regenwäldern kommen sie auch in Gebirgswäldern bis 2500 Meter Höhe vor.

## Lebensweise und Ernährung
Diese Primaten sind tagaktive Baumbewohner, die sich meist im oberen Kronenbereich aufhalten. Sie sind geschickte und schnelle Kletterer und setzen dabei die Gliedmaßen genauso wie den Schwanz ein, der das Gewicht des Körpers allein tragen kann. Sie leben in Gruppen von rund 20 bis 30 Tieren, die sich während der täglichen Nahrungssuche immer wieder in kleinere Untergruppen aufteilen. Sie sind Pflanzenfresser, die sich hauptsächlich von Früchten und Blättern ernähren.

## Fortpflanzung
Nach einer rund sieben- bis achtmonatigen Tragezeit bringt das Weibchen in der Regel ein einzelnes Jungtier zur Welt. Dieses wird mit rund 20 Monaten entwöhnt und ist mit vier bis fünf Jahren geschlechtsreif. Die Lebenserwartung beträgt 24 Jahre.

## Gefährdung
Braunkopfklammeraffen zählen zu den bedrohtesten Primaten. Verantwortlich dafür sind die Zerstörung ihres Lebensraumes und die immer noch durchgeführte Bejagung. In den letzten 45 Jahren ist die Gesamtpopulation um über 80 Prozent zurückgegangen. Die Art wird darum von der IUCN als „vom Aussterben bedroht“ (critically endangered) geführt.